# 中华民国军务院

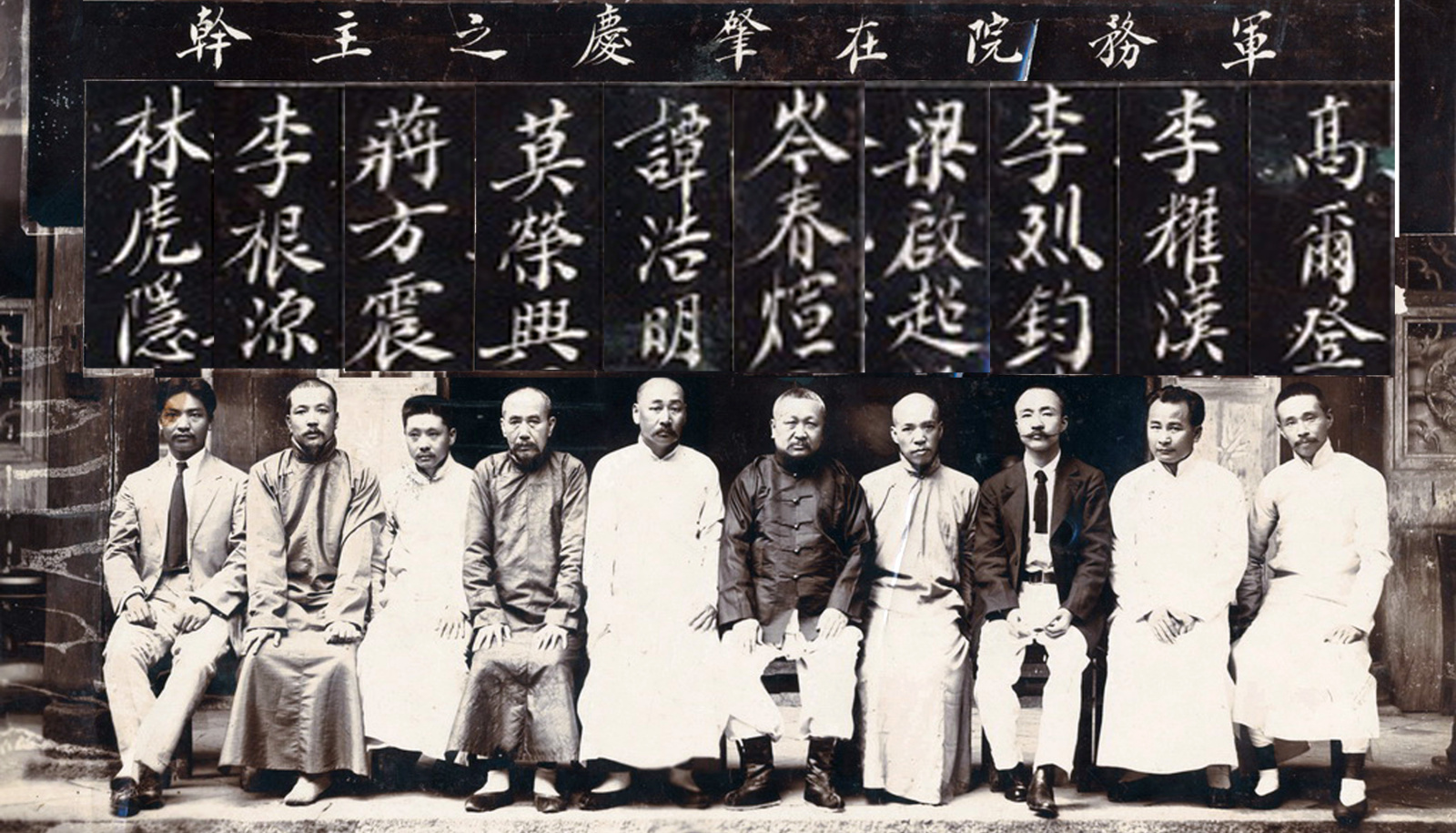
军务院在肇庆之主干，自右至左：高尔登、李耀汉、李烈钧、梁启超、岑春煊、谭浩明、莫荣新、蒋方震、李根源、林虎（照片中的题记有若干错误）

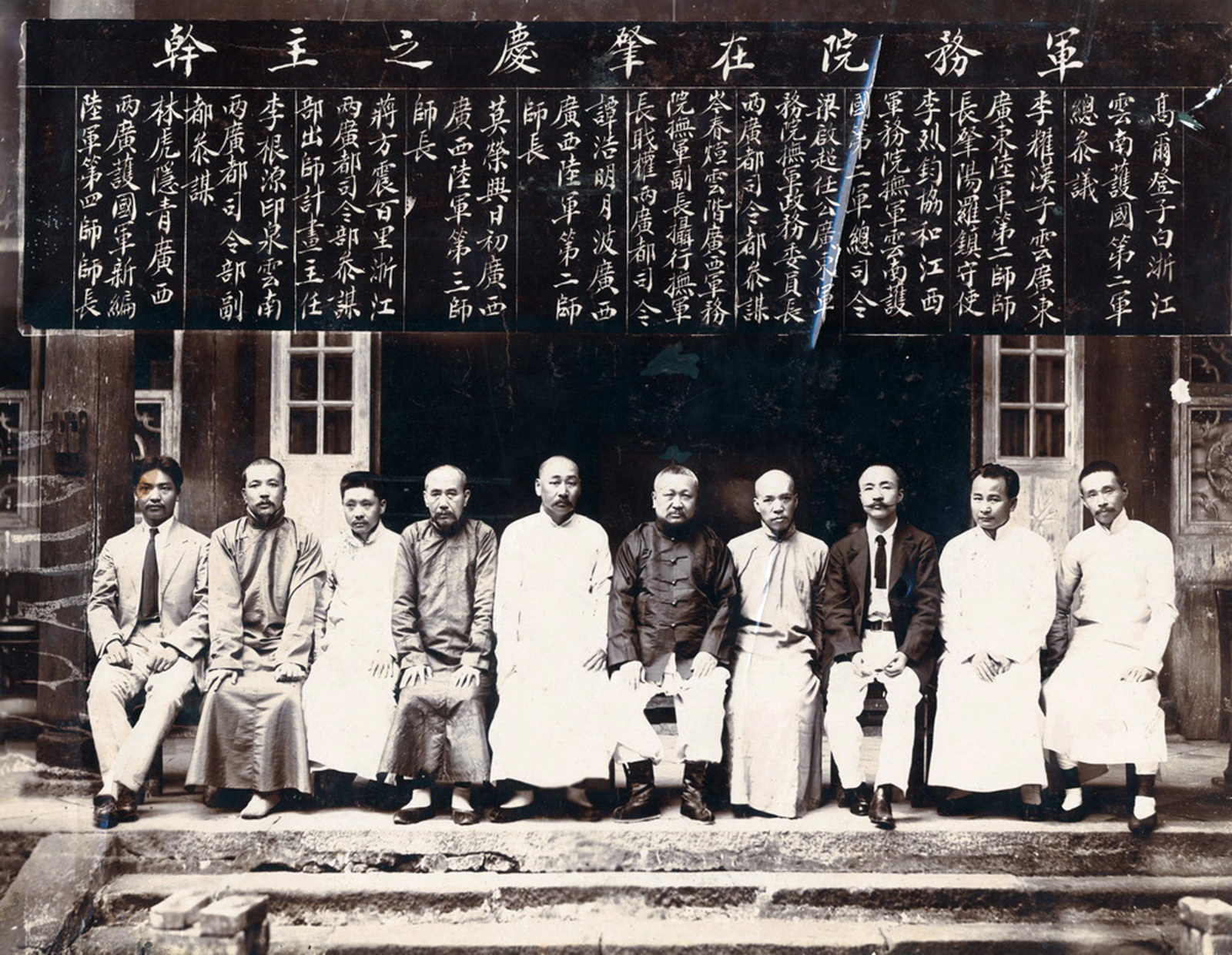
军务院在肇庆之主干，图片如上图，题记为各人介绍

中华民国军务院，1916年护国战争中在广东肇庆设立的一个临时政府机构。

## 沿革
1915年12月25日云南宣布独立，反对袁世凯称帝的护国战争爆发，不久西南地区的贵州、广西、广东相继响应独立。1916年5月8日，由滇、黔、粤、桂四省共同在广东肇庆组建军务院，指挥全国军事。遥尊黎元洪为大总统兼陆海军大元帅。院设抚军，唐继尧、刘显世、陆荣廷、龙济光、岑春煊、梁启超、蔡锷、李烈钧、陈炳焜等人充任。以唐继尧为抚军长，岑春煊为抚军副长，因唐继尧不能离滇赴粤，由岑春煊摄行抚军长职权。梁启超为政务委员长。这是西南地方军阀与进步党和部分国民党三派政治力量联合组织的权力机构。6月6日袁世凯死后，黎元洪继任大总统。6月29日黎宣布遵守《中华民国临时约法》，恢复国会，军务院遂于7月14日宣布撤销。

## 职官
以下列出军务院主要职官，任期为1916年5月8日至1917年7月14日。
- 抚军长：唐继尧
- 副抚军长：岑春煊
- 抚军：梁启超、刘显世、陆荣廷、陈炳焜、吕公望、龙济光、汤芗铭、蔡锷、李烈钧、戴戡、罗佩金、李鼎新、刘存厚
- 政务委员长：梁启超（兼）
- 秘书长：章士钊
- 外交专使：唐绍仪
- 外交副使：王宠惠、温宗尧
- 驻沪委员：范源濂、谷钟秀
- 驻沪军事代表：钮永建
- 驻日委员：王侃、赵伸、张孝准

## 直辖各军职官表
以下列出军务院直辖各军职官：
滇军（护国第二军）
- 总司令：李烈钧
- 参谋长：何国钧
- 副参谋长：成桄
- 副官长：李炳荣
- 第三师
  - 师长：张开儒
  - 参谋长：张惟圣
  - 副官长：毛本良
  - 步兵第五旅
    - 旅长：盛荣超
    - 第十一团团长：张怀信
    - 第三十一团团长：曹浩森

  - 步兵第六旅
    - 旅长：李天保
    - 第六团团长：李凤岐
    - 第三十六团团长：戴永萃
- 第四师
  - 师长：方声涛
  - 参谋长：林仲墉
  - 副官长：吴树
  - 旅
    - 旅长：朱培德
    - 第二十五团团长：赵德裕
    - 第三十八团团长：杨德源

  - 旅
    - 旅长：伍毓瑞
    - 第三十三团团长：杨益谦
    - 第三十四团团长：万舞

桂军（护国第三军）
- 总司令：莫荣新
- 参谋长：刘世鼎
  - 步兵第五旅
    - 旅长：邓文辉
    - 第九团团长：稳玉廷
    - 第十团团长：莫正聪

  - 步兵第六旅
    - 旅长：申葆藩
    - 第十一团团长：江永隆
    - 第十二团团长：刘志陆

肇军（护国第四军）
- 总司令：李耀汉
- 参谋长：彭华绚
  - 步兵第三旅
    - 旅长：李华秋
    - 第一团团长：温其锴
    - 第二团团长：邱可荣

  - 步兵第四旅
    - 旅长：翟汪
    - 第三团团长：古日光
    - 第四团团长：陈均义

  - 炮兵团
    - 团长：黎章鸿

谭军（护国第五军）
- 总司令：谭浩明
- 正司令：韦荣昌
- 参谋长：陈继祖
- 司令：蒙仁潜
- 司令：农有兴
- 司令：陆长胜

林军（护国第六军）
- 总司令：林虎
- 参谋长：余维谦
- 步兵第七旅
  - 旅长：李思广
  - 第十三团团长：周毅夫
  - 第十四团团长：苏世安
- 步兵第八旅
  - 旅长：陈自先
  - 第十五团团长：明绍贞
  - 第十六团团长：杨鼎中
- 独立第一团
  - 团长：刘梅卿
- 独立第二团
  - 团长：黄明堂
- 独立第三团
  - 团长：伦国才
- 独立第四团
  - 团长：陈敬

潮军
- 师长：莫擎宇
- 参谋长：孔昭度
- 第一旅
  - 旅长：陈德春
  - 第一团团长：何家瑞
  - 第二团团长：陈德春（兼）
- 第二旅
  - 旅长：蓝揆芳
  - 第三团团长：朱瑞华
  - 第四团团长：蓝揆芳（兼）

程旅（独立第一混成旅）
- 旅长：程子楷
- 参谋长：许公武
- 第十七团团长：胡学伸
- 第十八团团长：唐义彬

独立团
- 团长：张习

滇桂粤联合军总病院
- 院长：邓弁华
- 副院长：杨廷霭
- 三等军医正：金曾洵、方茂林
- 一等军医：何肇泉、朱植生、邝光衡、何星炜、李同光、焦志生